# Onthophagus politus
Onthophagus politus là một loài bọ cánh cứng trong họ Bọ hung (Scarabaeidae).